# 豊岡秀訓
豊岡 秀訓（とよおか ひでのり、1941年5月8日 - 2020年7月8日）は、日本の麻酔科医、元帝京大学医学部麻酔科教授。
1980年、「Effects of morphine on the rexed lamina 7 spinal neuronal response to graded noxious radiant heat stimulation（侵害性輻射熱刺激に対するRexed7層脊髄細胞の反対に及ぼすモルフィンの効果）」で、東京大学より医学博士を取得。おもな研究テーマは、麻酔のファーマコキネティクス（薬物動態学）、急性呼吸不全、低流量麻酔。
1967年、東京大学医学部卒業。
1971年、東京大学助手。イェール＝ニューヘイブン病院 (Yale – New Haven Hospital) レジデント、イェール大学研究員を経て、1978年に東京大学医学部附属病院救急部講師。1986年、東京医科歯科大学助教授。1996年、筑波大学教授。2005年、帝京大学教授。
責任編集した『人工呼吸器の使い方』（小学館/照林社：1987年）は、第4版（2004年）まで版を重ねるロングセラーとなった。
豊岡は、2012年に論文データ捏造問題が表面化した藤井善隆に対して、東京医科歯科大学、筑波大学において上司として指導する立場にあり、1990年代以来113本の論文を共著していたが、藤井の不正行為を検証した日本麻酔科学会の「藤井善隆氏論文調査特別委員会」の報告書において、豊岡は「捏造に関与しなかったとはいえその責任は重大である」と名指しで批判された。